# Нгуу
5°33′15″ пд. ш. 37°28′20″ сх. д. / 5.5541666666667° пд. ш. 37.472222222222° сх. д.
Нгуу — гірська система в регіоні Танга на північному сході Танзанії. Нгуу є частиною Східної гірської дуги. Система займає площу 1591 км². Найвища висота — 1550 метрів. Ареал лежить у вододілі річки Вамі та її приток. Гори Нгуру лежать південніше Нгуу. На південь і захід від Нгуу лежить Масайський степ.